# رباط كبدي معدي
الرباط الكبدي المعدي (بالإنجليزية: Hepatogastric ligament)‏ هو رباط صفاقي. وهو يرتبط مع الرباط الكبدي الإثناعشري ليُشكِّل الثرب الصغير. يشتق من المساريقا البطنية الجنينية.

## البنية
الرباط الكبدي المعدي يربط بين الكبد والانحناء الصغير للمعدة. وهو يتكون من طبقتين من الصفاق تفصل بينهما كمية متغيرة من النسيج الضام، مكونة أساساً من الدهن.
في تجويف البطن، يفصل بين الكيس الكبير والصغير للصفاق. يتم قطع الرباط الكبدي المعدي أحياناً أثناء الجراحة للوصول إلى الكيس الصغير للصفاق.

## المحتويات
يوجد بين طبقتيه:

### دائماً
- الشريان المعدي الأيسر.
- الوريد المعدي الأيسر.
- الفرع الكبدي من الجذع المبهمي الأمامي.
- الفرع المعدي الأمامي والخلفي من الجذع المبهمي.
- عقد وأوعية لمفاوية.

### أحياناً
- شريان كبدي أيسر زائغ (23% من الأشخاص).
- في الجزء الداني من الرباط، نحواليمين: فروع من الشريان والوريد المعدي الأيمن.
- في هذه المنطقة قد يوجد الشريان الكبدي المشترك ووريد الباب، حيث تصعد لتصل إلى موضعها في القطعة الكبدية العفجية للثرب الصغير.

## صور إضافية

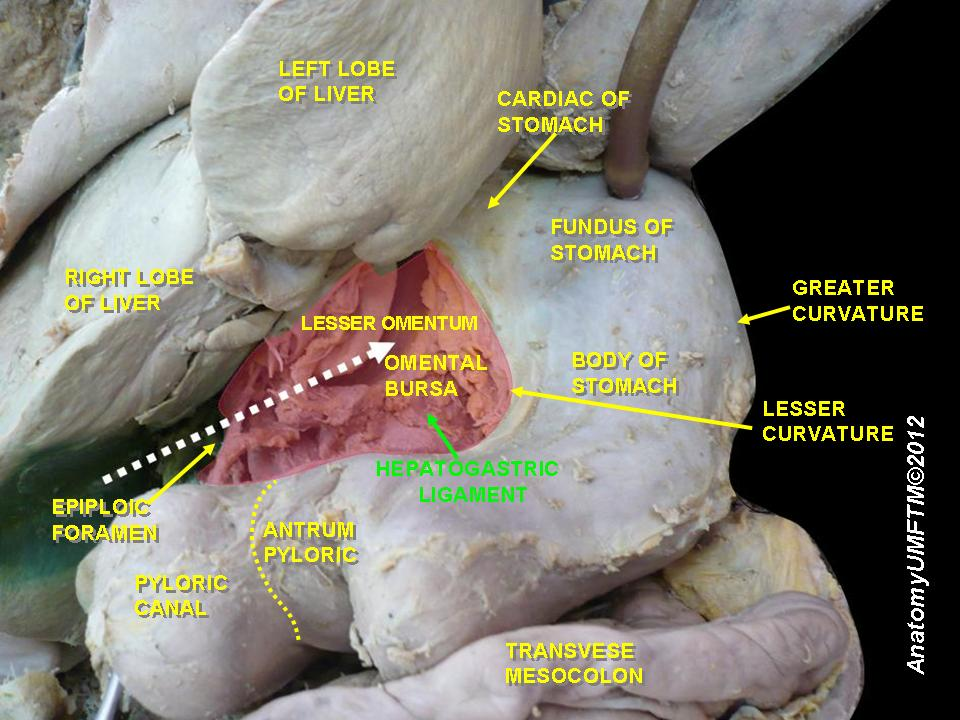
رباط كبدي معدي

## روابط خارجية
- صور تشريحية:37:05-0102 في مركز داونستيت الطبي التابع لجامعة نيويورك - "Abdominal Cavity - The Lesser Omentum"
- وحدة التشريح «Peritoneal Cavity Development - Page 6 of 14» على موقع جامعة ميشيغان